# Административне подјеле САД
Административне подјеле Сједињених Америчких Држава су различити признати органи управљања који заједно чине Сједињене Америчке Државе — савезне државе, Округ Колумбија, територије и индијански резервати.
Основна првостепена административна јединица САД је савезна држава. Постоји 50 савезних држава које су повезане у унију (савез). Свака држава има надлежност над одређеном географском територијом и дијели суверенитет са Савезном владом САД. Према бројним одлукама Врховног суда САД, 50 посебних савезних држава и САД као цјелина имају суверену надлежност.
Све владе савезних држава су направљене по узору на савезну владу и састоје се од три гране власти (иако структура тих грана није уставно нужна): извршне, законодавне и судске. Они задржавају пленарну власт доношења закона који покривају све што није предвиђено Уставом, савезним статутима или споразума које је ратификовао Сенат и организоване су предсједнички системи у којима је гувернер и шеф владе и шеф државе (иако ни ово није потребно). Савезне државе су обично подијељене на округе. Луизијана користи термин парохије, а Аљаска термин општине за оно што Биро за попис становништва САД сматра еквивалентом округа у тим савезним државама.
Окрузи и еквиваленти округа могу се даље подијелити на градска подручја. Градови у Њујорку, Висконсину и Новој Енглеској третирају се као еквиваленти градским подручјима. Градска подручја и градови се користе као пододјељак округа у 20 савезних држава, углавном на сјевероистоку и средњем истоку.
Популациони центри могу се организовати у инкорпориране градове, градове, села и друге врсте општина. Општине су обично подређене влади округа, са неким изузецима. Неки градови су се консолидовали са својом окружном владом као консолидовани град-округ. У Вирџинији, градови су потпуно независни од округа, чији би иначе били дио. У неким савезним државама, посебно у Новој Енглеској, градови чине основну јединицу мјесне самоуправе испод државног нивоа, у неким случајевима потпуно уклањајући потреби за окружном владом.
Влада сваке од пет стално насељених територија САД се такође моделира и организује према савезној влади. Свака је подијељена на мање субјекте. Порторико има 78 општина, Сјеверна Маријанска Острва имају 4 општине, Гвам има села, Америчка Дјевичанска Острва имају округе, а Америчка Самоа има округе и неорганизоване атоле.